# حافلة مدرسية

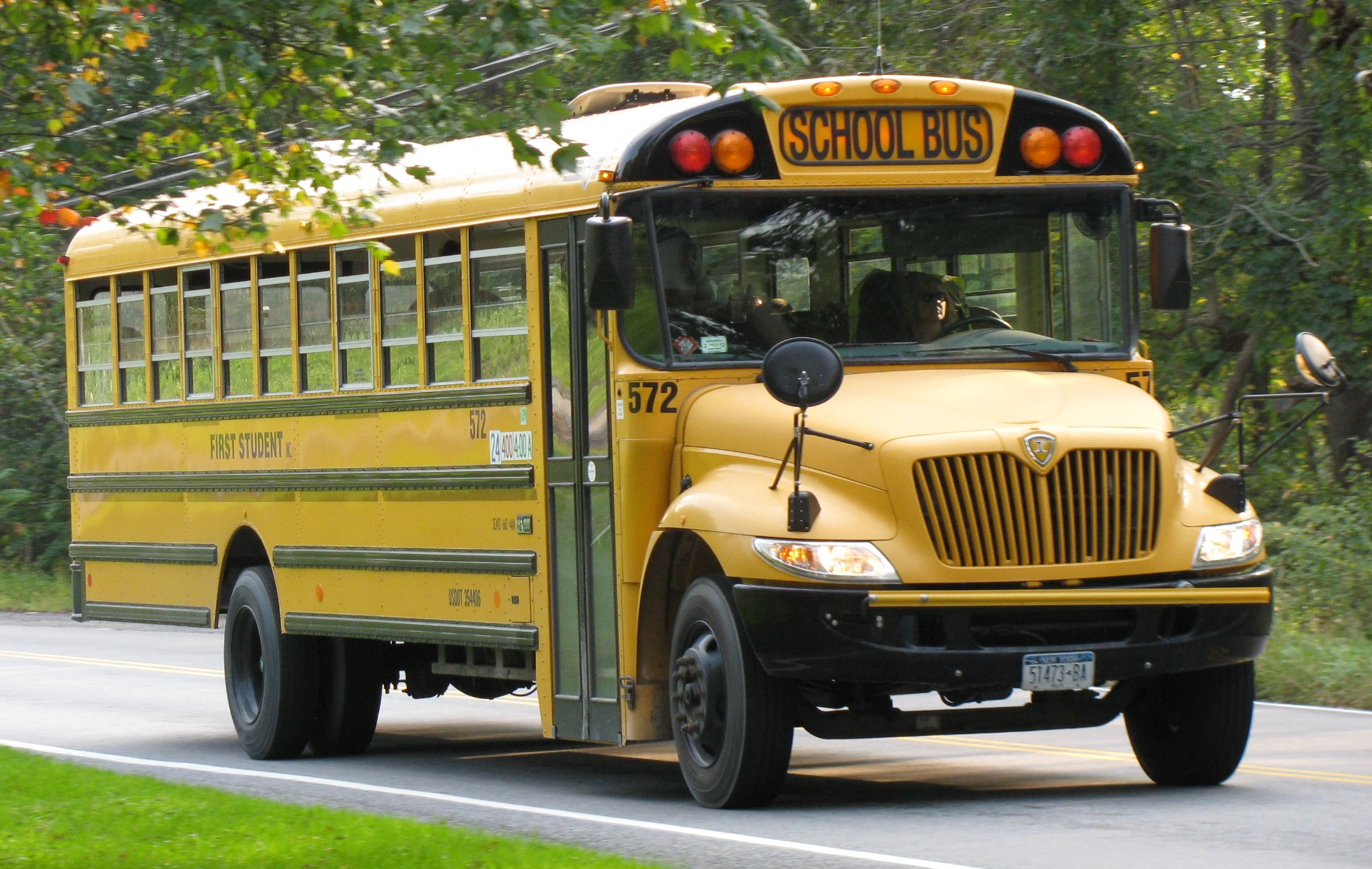
منظر أمامي لحافلة مدرسية نموذجية في أمريكا الشمالية

حافلة مدرسية وباص المدرسة، هي نوع من الحافلات تمتلكها أو تستأجرها أو تتعاقد معها أو تشغلها المدرسة أو المؤسسة التعليمية. يتم استخدامها بانتظام لنقل الطلاب من وإلى المدرسة أو الأنشطة ذات الصلة بالمدرسة. استخدام أنواع مختلفة من الحافلات المدرسية في جميع أنحاء العالم؛ لكن الأمثلة الأكثر شهرة هي الحافلات المدرسية الصفراء في الولايات المتحدة وكندا.
في أمريكا الشمالية، تكون الحافلات المدرسية عبارة عن سيارات مصممة خصيصًا لنقل الطلاب، وهي تتميز عن أنواع أخرى من الحافلات بخصائص في التصميم التي تحددها اللوائح الفيدرالية أو لوائح الولاية. بالإضافة إلى لون الطلاء المميز الخاص بها (الحافلة المدرسية الصفراء)، فإن الحافلات المدرسية تكون مزودة بأضواء تحذير خارجية (لمنحها أولوية المرور) وأجهزة أمان متعددة.

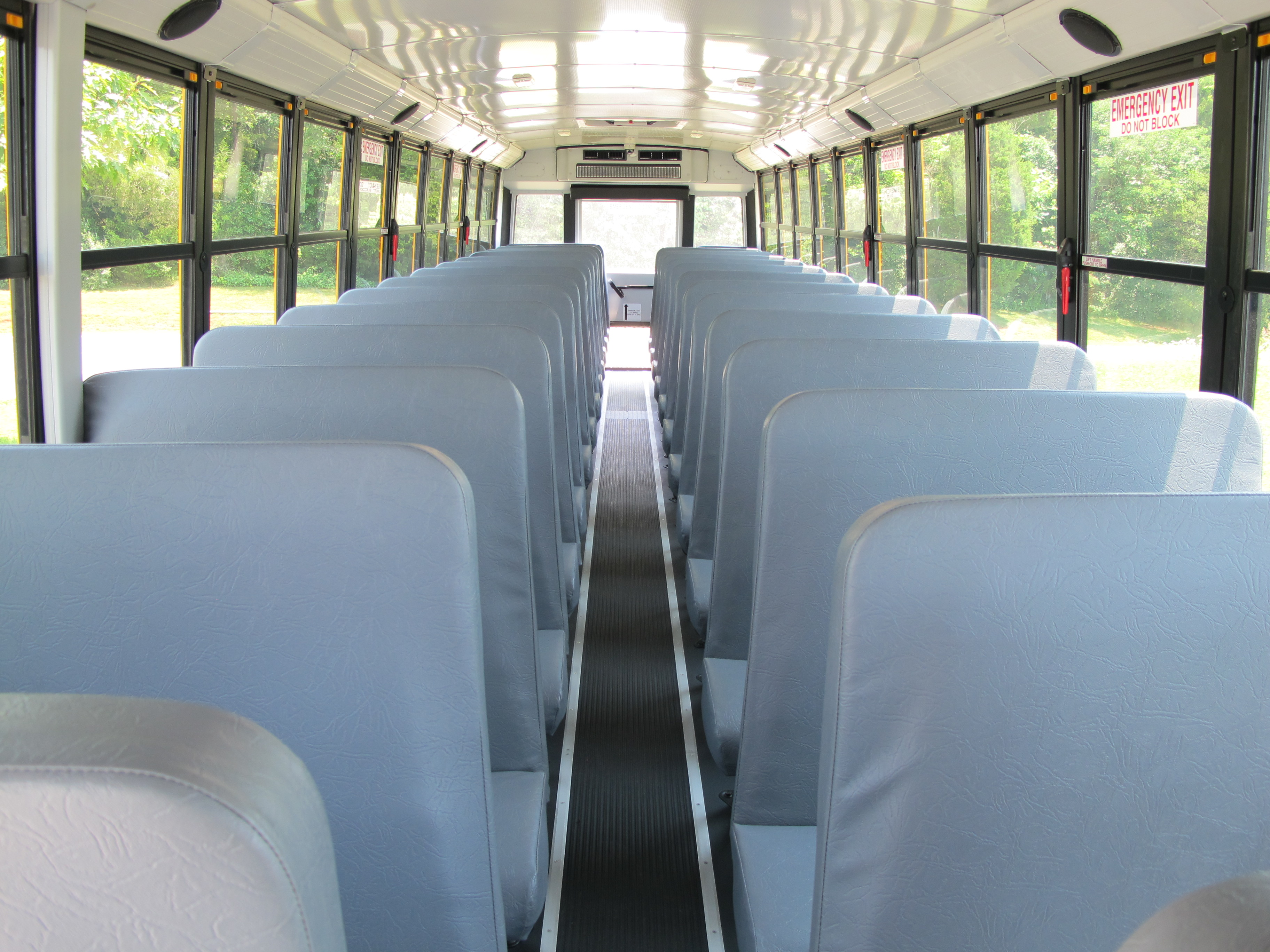
صورة داخل حافلة مدرسية فارغة

## نظرة عامة على التصميم
وفقاً لما تقوله الإدارة الوطنية للسلامة على الطرق العامة (NHTSA) والمجلس الوطني لسلامة النقل (NTSB)، فإن الحافلات المدرسية هي النوع الأكثر أمانًا من مركبات الطرق. في المتوسط، تحدث خمس حالات وفاة تشمل أطفال في سن الدراسة في حافلة مدرسية كل عام؛ إحصائيًا، الحافلة المدرسية أكثر أمانًا بـ 70 مرة من السيارة. ومنذ التطوير الأولي لمعايير الحافلات المدرسية في عام 1939، كان هناك العديد من التغييرات اللاحقة على الحافلات المدرسية على مدى العقود الثمانية الماضية فيما يتعلق بالسلامة، وخاصة استجابة للوائح الصارمة التي اعتمدتها حكومات الولايات والحكومات الفيدرالية.
تم اعتماد اللون الأصفر ليكون لونًا رسميًا لحافلات المدرسة في عام 1939، وتعمد الحافلات المدرسية على دمج مفهوم الشمولية في تصميمها. فعند صعود ونزول الطلاب، يمنح قانون المرور أولوية للحافلات المدرسية على المركبات الأخرى؛ من أجل وقف حركة المرور، تكون هذه الحافلات مجهزة بأضواء وامضة وعلامة توقف.
نتيجة لحجمها، تحتوي الحافلات المدرسية على عدد من النقاط العمياء حولها مما قد يعرض الركاب الذين ينزلون منها أو المشاة الواقفين أو الذين يسيرون في مكان قريب للخطر. وللتصدي لهذا التحدي المتعلق بالسلامة، تركز نقطة رئيسية في تصميم الحافلة المدرسية على الرؤية الخارجية، من خلال تحسين تصميم النوافذ والمرايا والزجاج الأمامي لتحسين رؤية السائق. وفي حالة حدوث تصادم، تم تصميم هيكل جسم الحافلة المدرسية بحيث يحاط بقفص متكامل؛ بما أن الحافلة المدرسية تحمل عددًا كبيرًا من الطلاب، فإن الحافلة المدرسية مصممة بحث تتضمن العديد من مخارج الطوارئ لتسهيل الخروج السريع.
في الولايات المتحدة وكندا، تتطلب العديد من اللوائح الفيدرالية والولايات أن تصنع الحافلات المدرسية كمركبة مبنية لهذا الغرض بحيث تختلف عن الحافلات الأخرى. وعلى النقيض من الحافلات المستخدمة في النقل العام، فإن الحافلات المدرسية المخصصة والمستخدمة لنقل الطلاب هي كلها ذات تصميمات أحادية السطح ذات محورين (لم تعد التصاميم متعددة المحاور قيد الاستخدام). خارج أمريكا الشمالية، تستمد الحافلات المستخدمة في نقل الطلاب تصميمها من السيارات المستخدمة في أماكن أخرى ضمن أنظمة النقل، بما في ذلك الحافلات والحافلات الصغيرة وحافلات الترانزيت.

## الحافلة المدرسية الصفراء
هي حافلة ذات لون تم اختياره خصيصًا للاستخدام في طلاء الحافلات المدرسية في أمريكا الشمالية منذ عام 1939. يُعرف اللون الآن رسميًا في كندا والولايات المتحدة باسم «اللون الأصفر اللامع للحافلات المدرسية الوطنية»، وقد كانت الصبغة المستخدمة للحصول على هذا اللون، لفترة طويلة، هي صبغة اللون الأصفر الذي يحتوي على الرصاص.
تم اختيار هذا اللون لأنه يجذب الانتباه ويمكن ملاحظته بسرعة وبسهولة أسرع من أي لون آخر. يصف العلماء ذلك على النحو التالي: «الرؤية المحيطية الجانبية للكشف عن اللون الأصفر تكون أكبر بـ 1.24 مرة من اللون الأحمر».
في شهر أبريل عام 1939، نظم الدكتور فرانك دبليو سير، الأستاذ بكلية المعلمين في جامعة كولومبيا مؤتمراً في نيويورك وضع معايير وطنية لبناء الحافلات المدرسية في الولايات المتحدة، بما في ذلك اللون الأصفر القياسي للحافلة المدرسية. وتم اختيار اللون لأن الحروف السوداء على ذلك اللون كانت أسهل للرؤية في الأوقات شبه المظلمة في الصباح الباكر.
اجتمع المؤتمر لمدة سبعة أيام وأنشأ المشاركون ما مجموعه 44 معيارًا، بما في ذلك المواصفات المتعلقة بطول جسم الحافلة وارتفاع السقف وعرض الممر. وقد شارك في المؤتمر خبراء في الطلاء من شركة دوبونت وبيتسبرغ. كان مؤتمر الدكتور سير، الذي تم تمويله بمنحة قدرها 5000 دولار من مؤسسة روكفلر، حدثًا بارزًا بسبب حضور المثير من المسؤولين في مجال النقل من كل ولاية من الولايات التي كان عددها آنذاك 48 ولاية، بالإضافة إلى حضور متخصصين من شركات تصنيع الحافلات المدرسية والطلاء. وتم اعتماد اللون من قبل المكتب الوطني للمعايير (أصبح الآن المعهد الوطني للمعايير والتقنية) باعتباره المعيار الفيدرالي رقم. 595a..استمر نهج المؤتمر في تحديد معايير سلامة الحافلات المدرسية، وكذلك اللون الأصفر حتى يومنا هذا. وأصبح الدكتور سير معروفًا باسم «أب الحافلة المدرسة الصفراء».

## المركبات الأخرى
استخدم اللون الأصفر للمركبات العامة الأخرى، بما في ذلك سيارات الأجرة، وهذا لم يكن فكرة الدكتور سير. فقد كان ذلك سابقًا حين قام رجل الأعمال المقيم في شيكاغو جون د. هيرتز، الذي أسس شركة (يلو كاب Yellow Cab) في عام 1914 باستخدام اللون للعلامة التجارية لشركته. كما استخدمت شركة هيرتز لتأجير السيارات لاحقًا اللون الأصفر الفاتح كجزء من شعارها، والذي لا يزال يستخدمحتى اليوم. وليس هانك أي معلومات حول مدى تأثير اختيار هيرتز للون الأصفر على الدكتور سير.

## خارج أمريكا الشمالية
في السويد كانت تعمل الحافلات الصفراء التابعة لخدمة البريد السويدية في المناطق ذات الكثافة السكانية المنخفضة (1923-1991)، أي قبل أن يتم أختيار هذا اللون ليكون اللون النموذجي لحافلات المدرسية فيي عام 1939.
اللون الأصفر هو أيضًا اللون التقليدي للحافلات المدرسية ذات المسافات الطويلة والحافلات بين المدن المستخدمة في المجر.
على غرار أمريكا الشمالية، يجري إدخال الحافلات المدرسية الصفراء (التي تم تصنيعها من قبل الشركات الأوربية) في بعض الأجزاء من المملكة المتحدة.
تم استخدام ظلال مماثلة للون الأصفر في سانتياغو عاصمة تشيلي في خطوط الحافلات بين عامي 1992 و2007.

## أمثلة

أمثلة على الحافلات والسيارات الصفراء
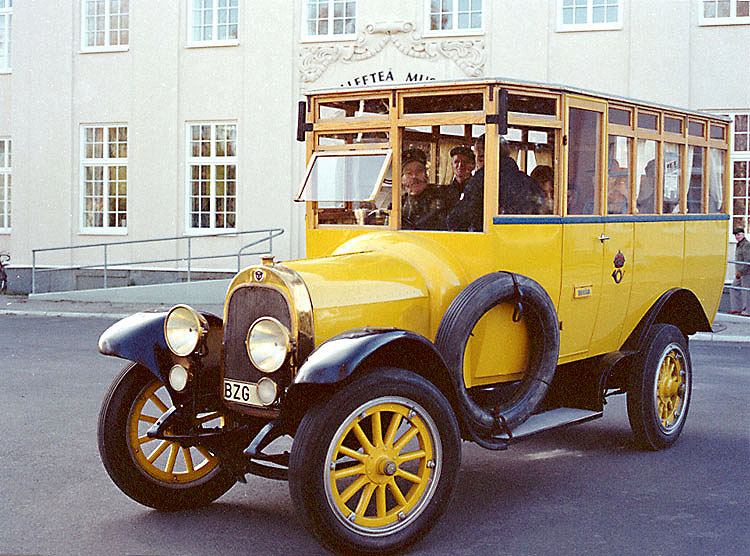
السويد في منتصف العشرينات
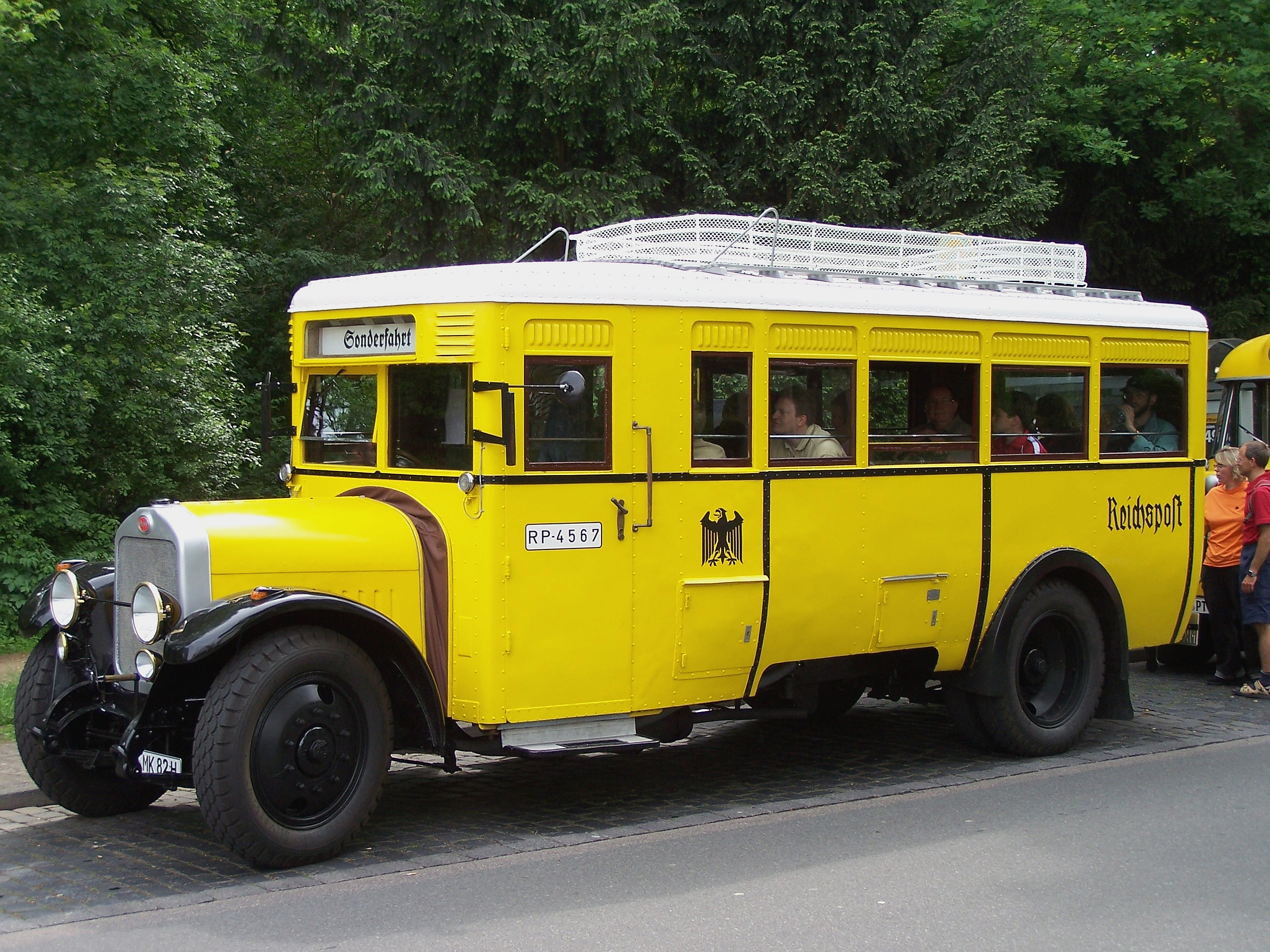
حافلة ألمانية 1925
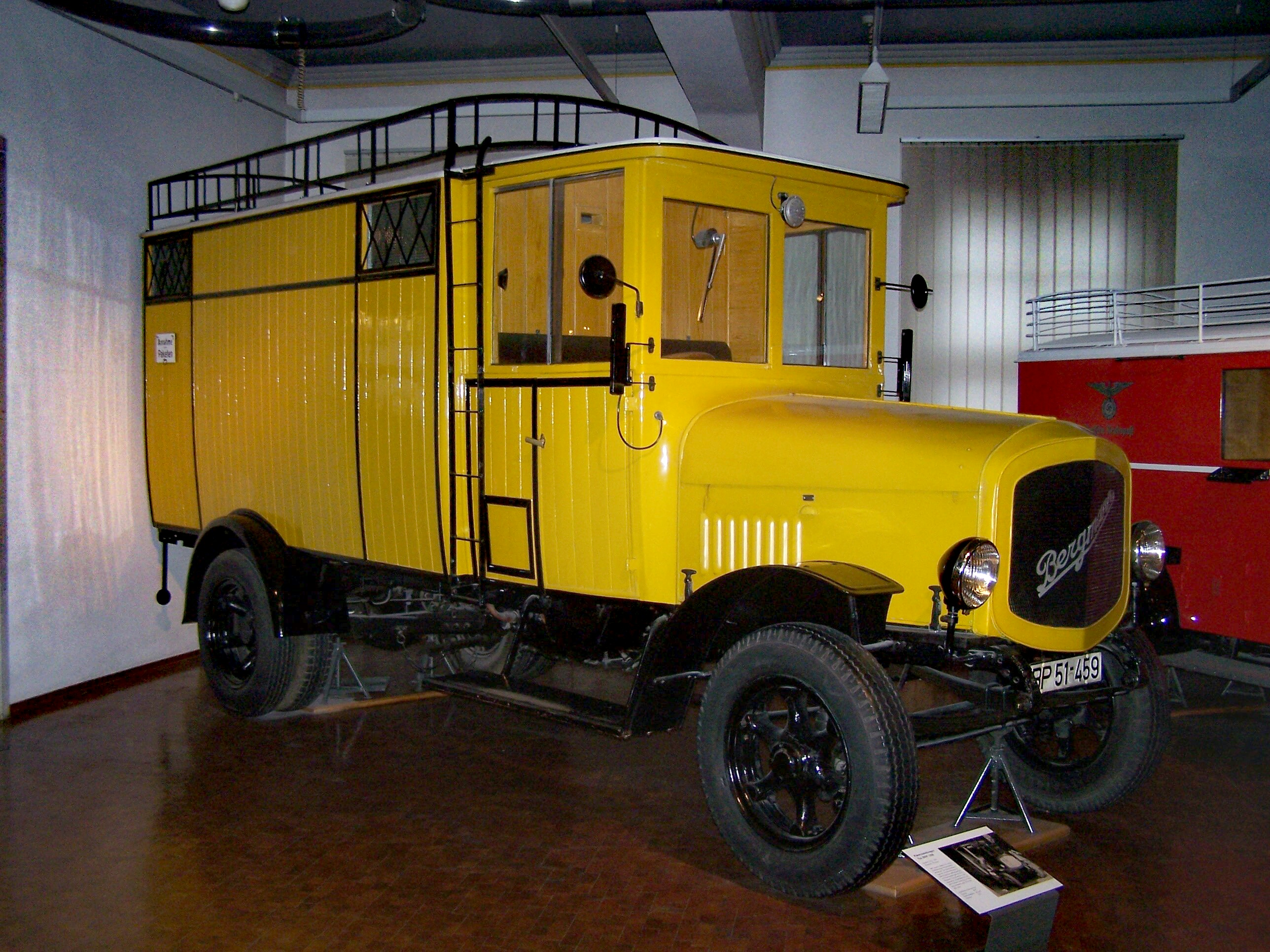
شاحنة تسليم الطرود الألمانية في منتصف العشرينات
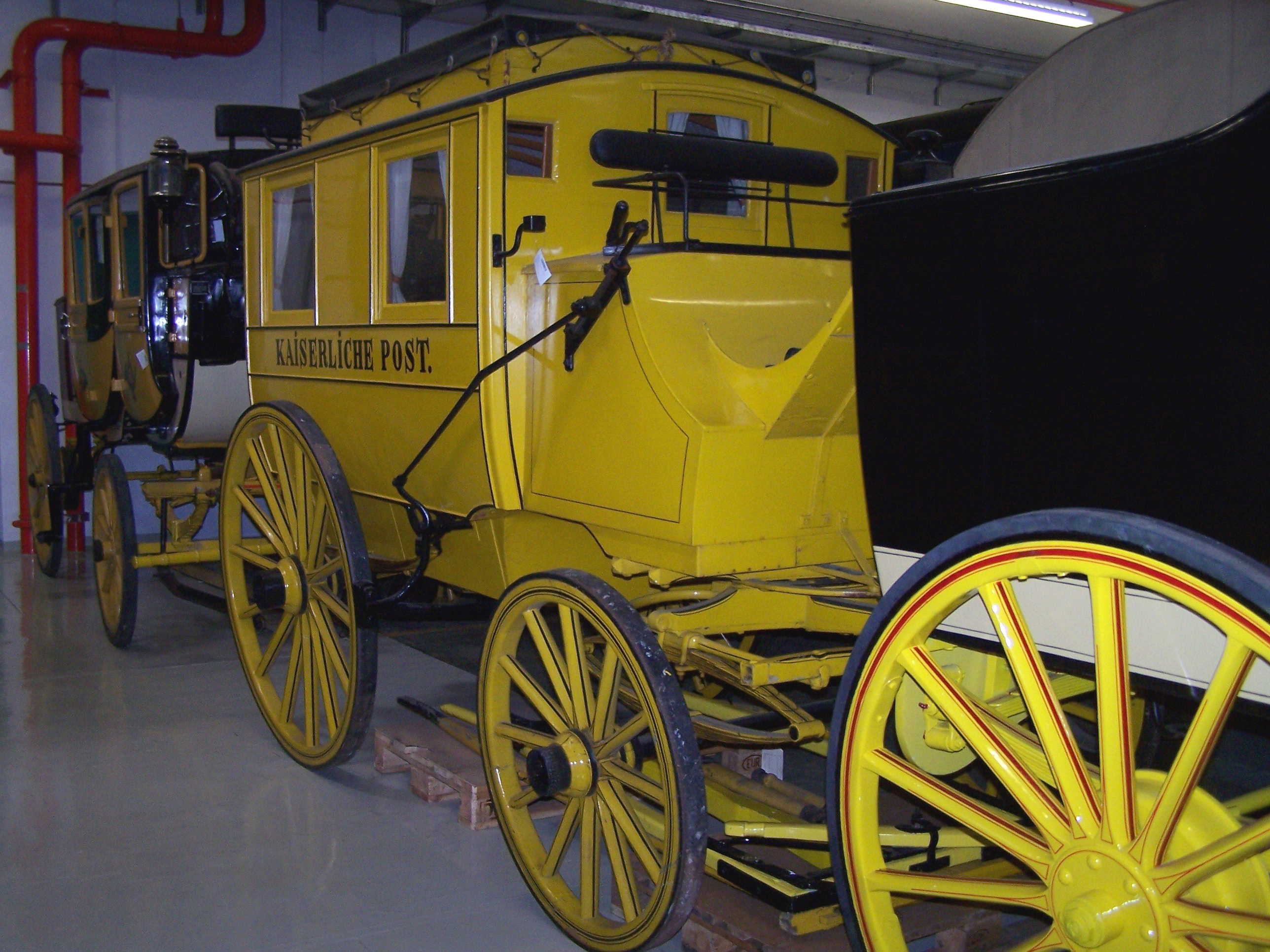
شاحنة ألمانية من القرن التاسع عشر لنقل الركاب والبريد
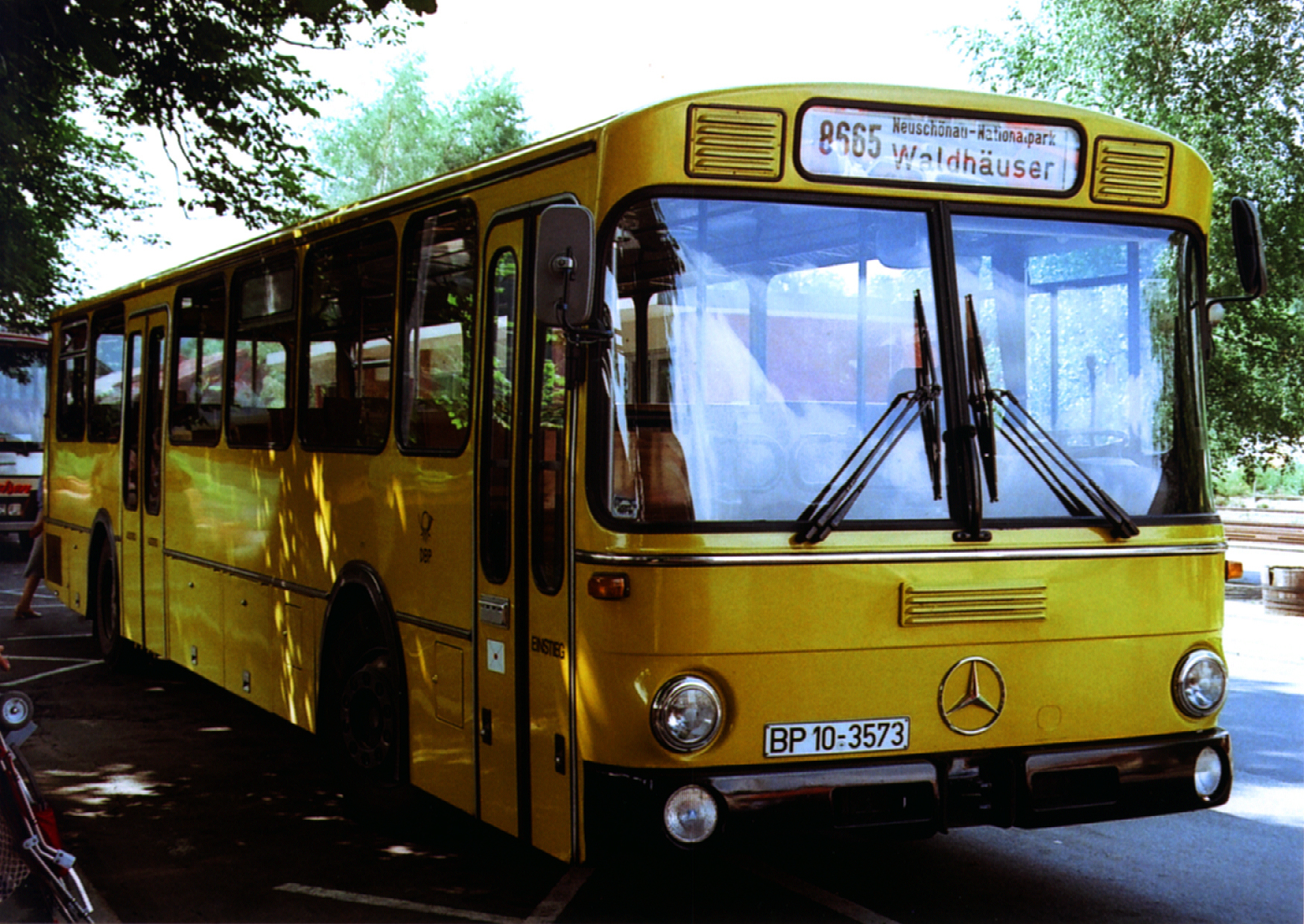
حافلة ألمانية 1980
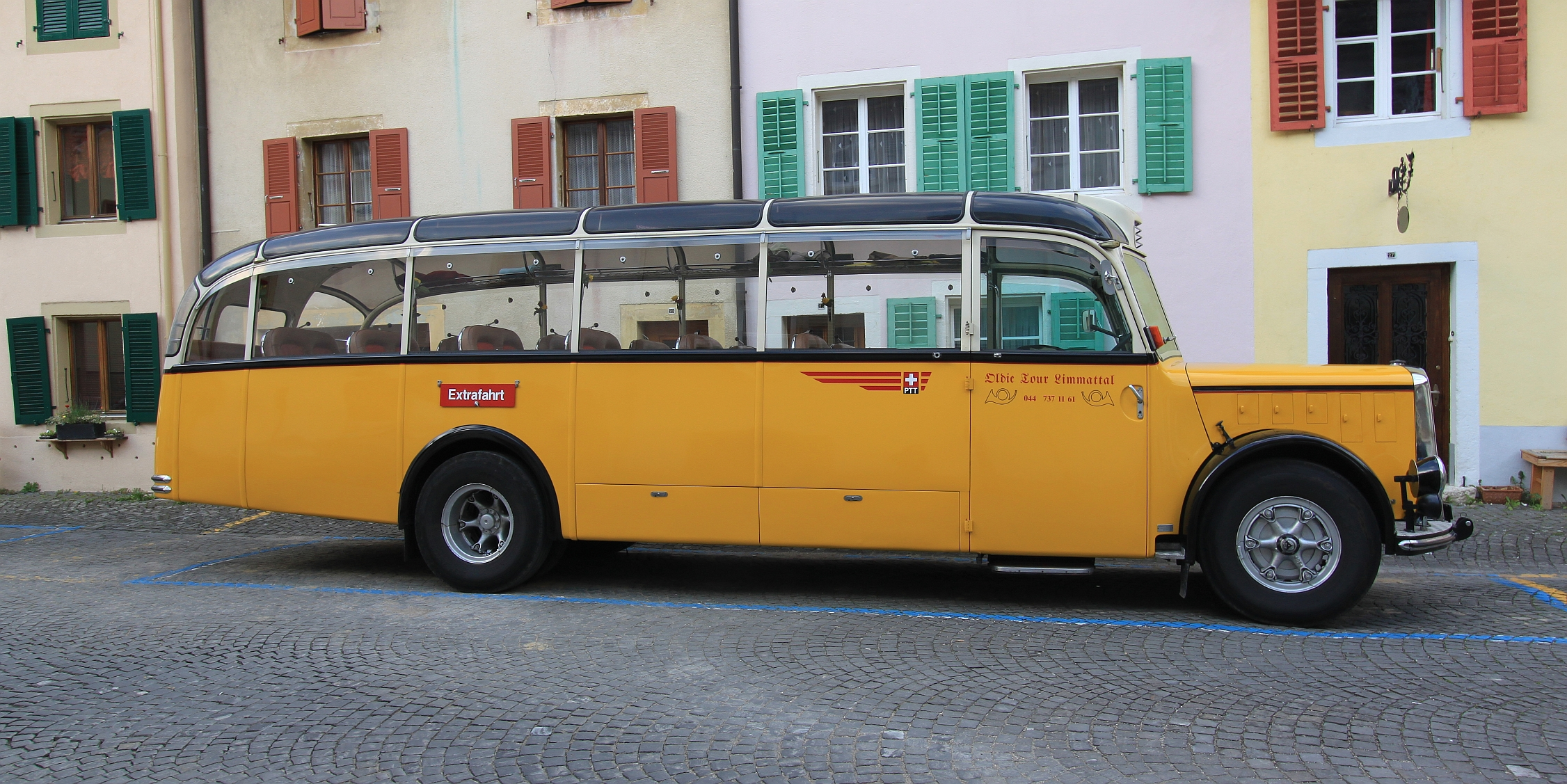
حافلة سويسرية 1953
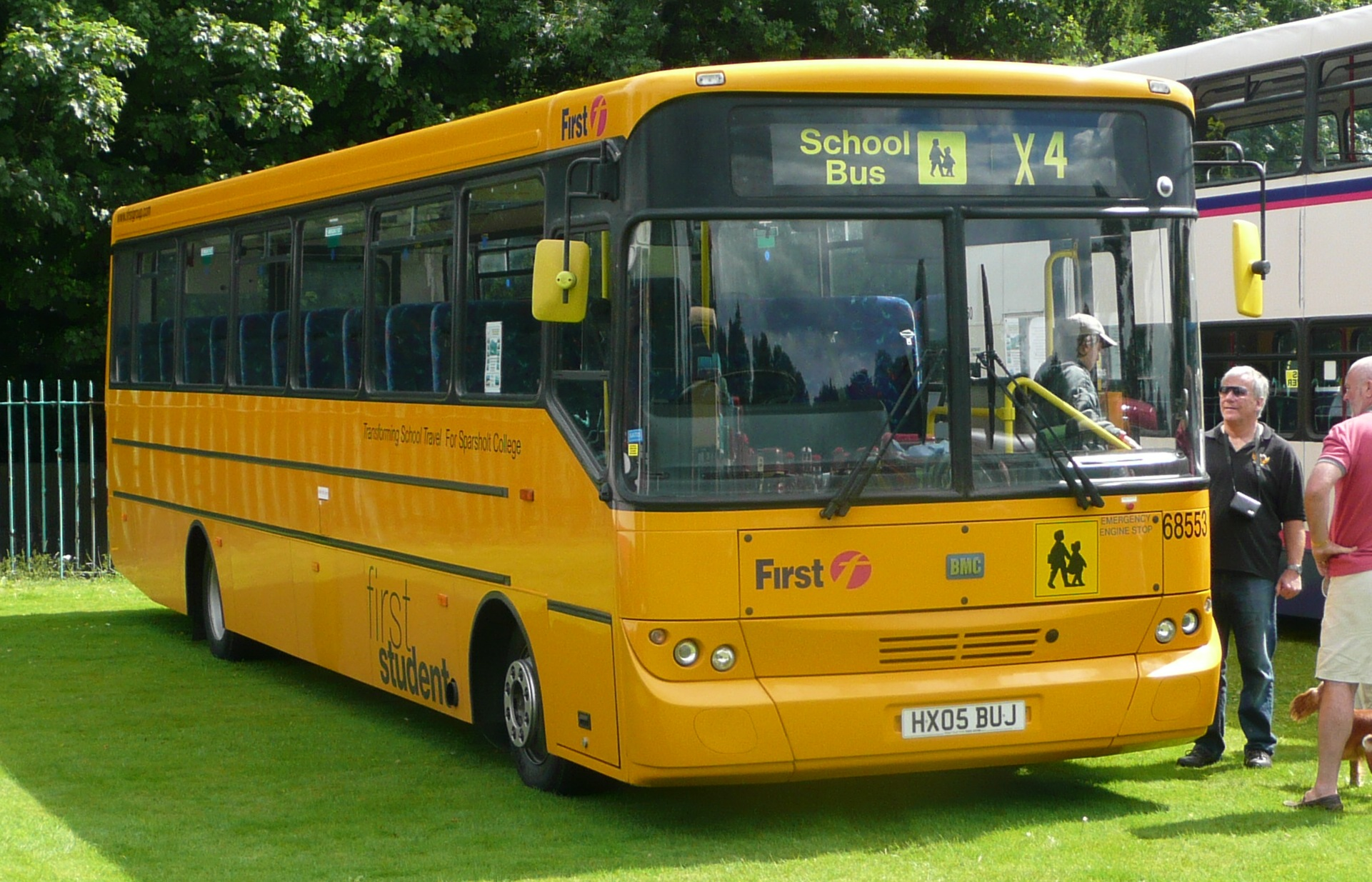
حافلة مدرسية صفراء أمريكية